# Maria Kristina av Bägge Sicilierna (1806–1878)

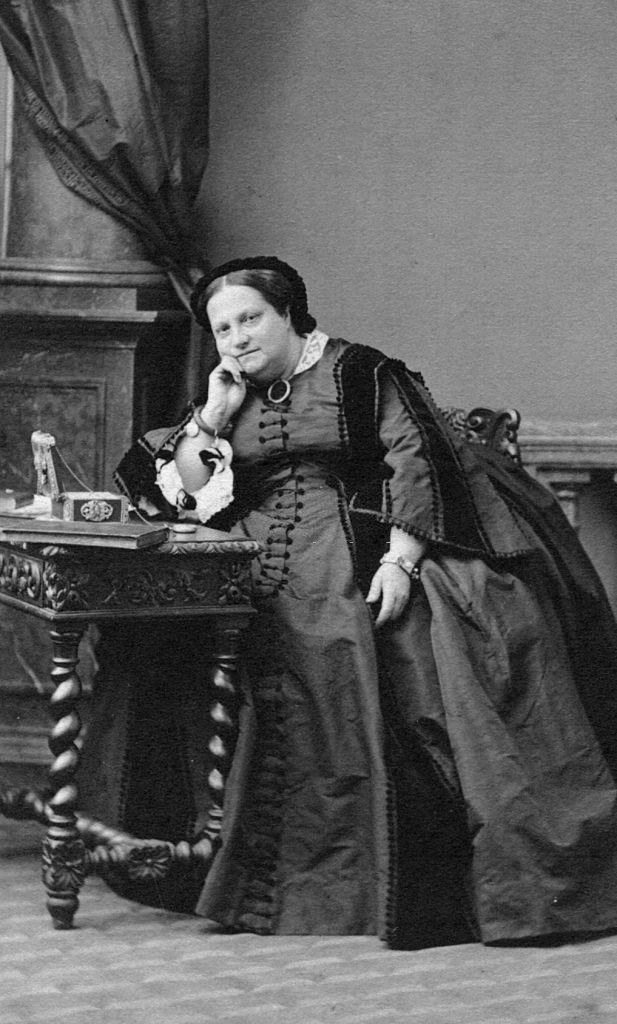
Maria Kristina av Bägge Sicilierna ca 1870

Maria Kristina av Bägge Sicilierna, född 7 april 1806 i Palermo, död 22 augusti 1878 i Le Havre, var drottning av Spanien sedan hon 1829 gift sig med sin morbror, Ferdinand VII av Spanien, i hans fjärde äktenskap. Hon var Spaniens regent under dotterns minderårighet 1833–1840.

## Biografi
Maria Kristina var dotter till kung Frans I av Bägge Sicilierna och hans andra hustru, Maria Isabella av Spanien, som alltså var Ferdinand VII:s syster. 

### Drottning
Äktenskapet mellan Maria Kristina och Ferdinand VII arrangerades för att åstadkomma arvtagare till den spanska tronen, sedan kungens tre tidigare äktenskap varit barnlösa. Eftersom Ferdinand VII var hennes morbror utverkades en dispens från påven för att giftermålet skulle kunna äga rum. Maria Kristina lämnade Neapel 30 september 1829, och bröllopet ägde rum i Aranjuez i Spanien den 9 december 1829. Äktenskapet ogillades av kretsen kring kungens bror Don Carlos, som var tronarvinge så länge kungen förblev barnlös.
Maria Kristina födde två döttrar; den förstfödda, Isabella (sedermera Isabella II av Spanien), den 10 oktober 1830. Ferdinand VII upphävde i mars 1830 den tronföljdsordning från 1713 som föreskrev att kvinnor endast fick ärva om inga manliga släktingar fanns (vilket skulle utesluta varje eventuell dotter till Ferdinand eftersom hans bror Carlos fanns vid liv), och återinförde Spaniens ursprungliga tronföljdslag, där kvinnor fick ärva.
År 1832 insjuknade kungen så svårt att det rådde fara för hans liv, och Maria Kristina fungerade som regent under hans sjukdom. Hon utverkade i oktober 1832 ett amnestidekret som tillät en stor del politiska flyktingar att återvända till Spanien. Det rådde vid denna tidpunkt en så instabil stämning i Spanien mellan den fraktion som stödde kungens dotter Isabellas rätt till tronen och den opposition som stödde hennes farbror Don Carlos, att Maria Kristina fruktade ett inbördeskrig vid kungens död, ett krig som hon skulle tvingas möta själv i egenskap av regent för sin dotter. I fruktan för detta lät hon upphäva den nya tronföljdslag som gav hennes dotter arvsrätt. Ferdinand återkallade dock upphävandet när han tillfrisknade.  
Den 31 december 1832 utropades Isabella formellt till tronarvinge, och den 30 juni 1833 svors Isabella in som tronarvinge med titeln prins(essa) av Asturien. Tre månader senare, den 29 september 1833, avled Ferdinand VII. Isabella utropades till monark och regerande drottning under namnet Isabella II, och hennes mor Maria Kristina utsågs i enlighet med kungens testamente till Spaniens ställföreträdande regent fram till dotterns artonårsdag 1848.

### Regeringstid
Maria Kristina blev i egenskap av förmyndare för Isabella II Spaniens regent från 1833, då hennes gemål avled. En majoritet av befolkningen såg dock Ferdinands bror don Carlos, hertig av Molina, som uppehöll sig i Portugal, som den rättmätige arvingen. Don Carlos ifrågasatte den kvinnliga tronföljden och därmed Isabellas rätt till tronen.
För Maria Kristina återstod då inget annat än att söka stöd bland de dittills tillbakasatta liberala elementen inom de bildade och industriella klasserna. Isabella erkändes av Storbritannien och Frankrike, och i den kungliga statuten av 1834 fick riket en författning efter mönstret av den franska stadgan från 1814. Men de europeiska östmakterna stöttade så mycket ivrigare don Carlos. Det dröjde inte länge innan de i hemlighet började understödja pretendenten med vapen och pengar. Västmakterna, bland vilka Frankrike till varje pris ville undvika att ge väpnad hjälp, försökte förgäves att genom en kvadruppelallians den 22 april 1834 övervinna svårigheterna. Men don Carlos inställde sig i Spanien, där det första carlistkriget då utbröt på allvar. Det blodiga inbördeskriget avslutades först genom konventionen i Vergara 1839, då don Carlos med återstoden av sina trupper tvingades att övergå till franskt område.
I slutet av år 1833 gifte Maria Kristina om sig i hemlighet med en före detta sergeant vid livgardet vid namn don Fernando Muños, och med honom fick hon småningom fyra barn. Äktenskapet var inofficiellt känt inom hovet men blev inte offentliggjort eller formellt erkänt, eftersom det skulle ha inneburit att hon tvingats avstå från posten som regent. 
Maria Kristinas regering var beroende av militärens beskydd. År 1836 tvingade armén henne att underteckna och utfärda en ny konstitution: enligt ett välkänt rykte efter att ha hotat Munos och förolämpat honom inför henne. När ryktet om hennes hemliga äktenskap nådde allmänheten förlorade hon både allmänhetens och arméns stöd.
Maria Kristina tvingades av liberalerna att avgå 1840 och lämnade då Spanien.

### Senare liv
Maria Kristina reste till Marseille , där hon förklarade att hon hade tvingats avstå regentskapet, och fortsatte sedan till Rom, där hon fick påvens officiella välsignelse för sitt andra och morganatiska äktenskap. Därefter bosatte hon sig i Frankrike. Hon återvände till Spanien 1843. År 1844 gav hennes dotter Isabella II sitt officiella godkännande till hennes andra äktenskap, paret gifte sig officiellt och maken fick ett antal titlar. Tillsammans med maken sysselsatte hon sig där med ekonomisk spekulation, bland annat kring järnvägar, och väckte antipati genom sitt sätt att försöka påverka dotterns regering och blanda sig i regeringsangelägenheterna.
Maria Kristina utvisades återigen ur Spanien 1854 och bosatte sig sedan i Paris, där hon levde på en pension. Efter dotterns avsättning 1868 fick både hon och Isabella tillåtelse att återvända endast på besöksvisum och nekades permanent uppehållstillstånd. Hon besökte Spanien en sista gång vid dottersonen Alfons XII:s tronbestigning 1874.

## Barn
Barn i äktenskapet med Ferdinand VII:
1. Isabella II av Spanien, (1830–1904), gift med Frans av Assisi
2. Luisa av Spanien, (1832–1897), gift med Antoine av Orléans, hertig av Montpensier , son till Ludvig Filip I av Frankrike; deras dotter Maria de las Mercedes blev gift med sin kusin Alfons XII av Spanien.